# نورما دومونت
نورما دومونت فيانا فيريرا (بالإنجليزية: Norma Dumont Viana Ferreira؛ مواليد 1 أكتوبر 1990) هي مُقاتلة فنون قتالية مختلطة برازيلية.

## وصلات خارجية
- نورما دومونت على موقع يو إف سي (الإنجليزية)
- نورما دومونت على موقع شيردوغ (الإنجليزية)
- نورما دومونت على موقع Tapology.com (الإنجليزية)
- نورما دومونت على موقع إي إس بي إن (الإنجليزية)
- نورما دومونت على موقع IMDb (الإنجليزية)